# Industriales
Industriales de La Habana es el equipo que representa a la provincia de La Habana, en el béisbol cubano. Se les conoce como los azules o los leones de la capital. Es el elenco más antiguo de los que participan en la Serie Nacional de Béisbol el que más admiradores y detractores tiene en el país. Es considerado por muchos especialistas y parte de la afición como uno de los cuatro equipos emblemáticos  del béisbol en Cuba.

## Historia
Para muchos, Industriales es el heredero de los históricos Azules del Almendares, que tanta garra derrocharon en las Ligas Profesionales, y quienes son muy recordados por sus grandes duelos con el Habana, disputa que se rescató de alguna forma con los nuevos azules y los marrones habanistas en Regionales y Nacionales. Surge en el año 1961 cuando se crearon los nuevos equipos que intervendrían en el campeonato nacional amateur (Serie Nacional), con una etapa clasificatoria que en este caso serían las Series Regionales.
Llamados así por la fuerte actividad industrial de la capital, fueron segundos en la I Regional detrás del equipo Habana, por lo que no clasificaron. Pero en la II Regional terminaron al frente de la tabla para avanzar por primera vez a la Serie Nacional, que en 1963 desarrollaría su segunda versión, creando así, una expectativa entre los aficionados capitalinos, ya que la motivación se había perdido con el cambio del Béisbol profesional al amateur, donde todo brillaba alrededor del equipo Almendares, ganador de varios títulos en la liga profesional cubana y equipo al que muchísimos aficionados apoyaban con desgarre.
Es el más antiguo de todos los equipos actuales, pues debutan en la temporada de 1963, en la que se llevaron el título por primera vez. A partir de ese momento y hasta la fecha Industriales empezó lo que sería el dulce y amargo sueño de la pelota cubana, pues se convertiría en el máximo ganador de campeonatos con once, cuatro de ellos de manera consecutiva. Es un equipo muy polémico, con muchos seguidores y detractores.
"El León" es el calificativo más popular de Industriales en la actualidad, sobrenombre que heredaron del Habana de la Liga Profesional, aun cuando no aparece en el logotipo oficial. También se les dice "los azules", por su tradicional color a la hora de vestir. Hay quienes le dicen los "Leones Azules de la capital".
El equipo Industriales es el más veterano de los equipos cubanos, por el cual han pasado varias figuras representativas del Béisbol cubano y mundial, como son Urbano González, Santiago "Changa" Mederos, Pedro Medina, Pedro Chávez, Orlando Hernández, Agustín Marquetti, German Mesa, Juan Padilla, Lázaro Vargas y Javier Méndez, entre otros.
Después del triunfo de la Revolución en 1959 las ligas profesionales fueron sustituidas por las series nacionales de pelota; fue a partir de esa época que el equipo Industriales se impone como uno de los más importantes del país al concentrar en estos primeros eventos a gran parte de los mejores jugadores existentes en la isla en aquel entonces, ganando de forma seguida los campeonatos de 1963,1964,1965 y 1966 además ganan la edición de 1973 antes de desaparecer de las Series Nacionales en 1974.
En su primera etapa (1963-1974) Industriales representaba al vasto territorio de la antigua provincia y capital de Cuba, La Habana, hoy ( Mayabeque, Artemisa, la Isla de la Juventud y la actual Habana)
Después de la nueva división político-administrativa de Cuba, la nueva capital de Cuba Ciudad de La Habana hereda el nombre del desaparecido equipo Industriales junto a los 5 títulos anteriores, además nace Metropolitanos, el segundo equipo de la capital y equipo escuela, que fue una fuente inagotable en la formación de atletas para el equipo Industriales. 
En esta nueva etapa conquista los campeonatos de 1986 con Pedro Chávez como director, 1992 dirigidos por Jorge Trigoura y 1996 guiados por Pedro Medina. 
Bajo la tutela Rey Vicente Anglada. Industriales se coronó campeón en 2003, 2004, 2006 y en 2010 con la dirección de Germán Mesa al superar a Villa Clara en infartantes 7 juegos.
Es Industriales el más veterano de los equipos de las Nacionales, es el único que ha estado en Selectivas,(en este evento representando a la antigua Habana) Súper Ligas y Copas Revolución, y el que posee el mayor número de seguidores y detractores. Hoy Industriales es uno de los grandes símbolos de la pelota cubana, capaz de atrapar fuera de la isla a miles de aficionados al béisbol, incluyendo personas nacidas fuera de Cuba y quizás sin hablar el idioma español. Industriales ha crecido en magia positiva para unos, negativa para otros, siendo una parte inseparable dentro de la pelota cubana.

## Símbolos
No es posible hablar de Industriales y sus símbolos sin citar a Armandito El Tintorero. Su fan número uno, no faltó a un solo juego en el Latino y con la garganta preparada para animar a sus peloteros y dirigir al público a la hora de aplaudir y darle ánimos a su elenco.
Sus dichos y frases en favor de Industriales y en contra del rival, siempre contribuyeron al espectáculo enormemente. Después de su fallecimiento en 2004 se le situó una estatua en bronce en la silla que siempre ocupó por la parte de tercera base, para quedar unido por siempre a sus amados Industriales.
Para fortuna de las gradas, otro fan ocupó el lugar que correspondía a Armandito; un aficionado proveniente de Sancti Spíritus, pero adoptado por La Habana: Eduardo Medina. Todos lo conocían como Veneno, el 00 azul, y su presencia era única en el estadio. Viajaba allá a donde el equipo fuera, dando su incondicional apoyo. En 2023 falleció saliendo de un partido de los Industriales, y sus pertenencias aún cuidan su asiento predilecto.
Otro símbolo de Industriales es el Estadio Latinoamericano, antiguo Estadio del Cerro, y el más importante del país, que aunque para la instalación, el equipo azul, puede parecer lo mismo. Industriales es uno de los elencos más populares de la isla, se crea una relación estadio-equipo que le aporta muchísimo al espectáculo deportivo.
Vale destacar que el color azul es otro símbolo de Industriales, pues la estabilidad y tradición han ido más allá de un simple color de uniforme.

## Uniforme
Desde su debut han utilizado el blanco y azul, con variaciones con respecto a la tonalidad del azul, así como su protagonismo en el uniforme. Hubo años donde usaron el azul claro en camisa y pantalón, como en 1985-1986.
El azul añil fue el más usual en la década de 1990, salvo en la temporada 1995-1996 cuando intensificaron el azul, mezclándolo con el rojo para las letras y números, en lo que puede catalogarse como uno de los diseños más discretos.
En el 2002 después de muchos años con el blanco como color protagónico y el azul en un segundo plano, Industriales estrenó un nuevo diseño de home club, ligando el azul con gris pero con el primero como color primario.
En esa misma serie comenzarían su estabilidad con los uniformes de visitador, los cuales tendrían el azul prusia para la camisa y el pantalón, con las letras y números en blanco y negro. En 2006-2007 cambiaron el traje de anfitriones al rediseñarse la mayoría en el campeonato.
Volvieron a tener el blanco de protagonista, con las mangas en azul y los números y letras en negro. La gorra de Industriales ha sido azul en la inmensa mayoría de sus participaciones en Series Nacionales.
Aunque ha habido matices diferentes en color y cantidad con respecto al azul, Industriales es uno de los pocos equipos en Cuba, que ha mantenido una tradición histórica con un mismo color, lo que se hace más meritorio si se tiene en cuenta la cantidad de campeonatos jugados por los giraldillos.

## Sede
Siempre han tenido como sede principal al Estadio Latinoamericano, que es el más importante en la isla, también conocido como El Coloso del Cerro, o simplemente El Latino donde han logrado escribir una inigualable historia de pasión beisbolera.
Situado en la barriada del Cerro, municipio de Ciudad de La Habana, la capital de Cuba, está considerado el terreno más popular y famoso en el país. Fue construido en el año 1946 por la Compañía Operadora de Stadium S.A. Hasta 1961 se llamó Gran Stadium de La Habana, cuando toma el actual nombre. Desde 1963 ha sido la casa del equipo Industriales, formando una inseparable y mágica pareja desde los inicios y hasta los días actuales.

## Eterno rival
Desde comienzos de béisbol cubano, Industriales es uno de los equipos más poderosos de la zona occidental y por la zona oriental el equipo más fuerte es Santiago de Cuba. El choque entre esos equipos siempre es esperado por los fanáticos. Desde que comienza el juego y salen los jugadores al campo es un espectáculo que disfruta toda la afición desde Pinar del Río hasta Guantánamo, aunque estos no sean sus equipos. Este enfrentamiento es casi siempre denominado como choques de titanes por la afición cubana.
En esta serie como en todas se espera este enfrentamiento con el mismo entusiasmo con que se ha esperado siempre los industrialistas y los santiagueros salen para la calle y la bulla se siente en toda la cuadra, sin duda es emocionante.

## Resultados en las series nacionales
Después del triunfo de la Revolución Cubana en 1959 las ligas profesionales fueron sustituidas por las series nacionales de béisbol amateur, fue a partir de esa época que el Equipo industriales se impone como uno de los más importantes del país ganando de forma seguida los campeonatos de 1963,1964, 1965 y 1966.
Debutaron en estos clásicos el 10 de febrero de 1963 con un triunfo inicial de 8x2 sobre Occidentales. El equipo terminó empatado con 16-14 junto a Orientales, por lo que tuvieron que ir a una serie extra dominada por los discípulos de Ramón Carneado 2-1, proclamándose campeones por primera vez en Series Nacionales.
En 1964 repitieron su victoria, ahora con más claridad, y lo mismo aconteció en 1965 y 1966 para implantar un récord insuperable hasta hoy de cuatro títulos consecutivos todos bajo el inolvidable Carneado.
Para 1967 cambian de mánager por discrepancias dentro de la provincia alrededor de Carneado y Gilberto Torres, por lo que se designó al controvertido Fermín Guerra.
El equipo perdió gran ventaja en la parte final del campeonato y cayeron en el choque de clausura frente a Orientales, en aquel famoso encuentro lanzado por Manuel Alarcón en el estadio Latinoamericano. Se cortaba así la racha de cuatro coronas al hilo.
Después se mantendrían entre los primeros lugares, aunque no volvieron a ser monarcas hasta la temporada 1972-1973 con Pedro Chávez, uno de sus jugadores emblemáticos en los 60, como nuevo mánager.
En 1974 fueron excluidos de la Serie Nacional para integrarse a la naciente Selectiva, y su lugar lo ocupó Agricultores que en 1975 fue el campeón.
En las Selectivas que jugaron los azules (3) los resultados fueron bien discretos, pero mucho incidió que de los dos conjuntos capitalinos en ese certamen de mayor concentración cualitativa, las principales figuras iban al conjunto Habana.
En 1977-1978 retornan felizmente a la Nacional, aunque no pudieron coronarse más hasta 1985-1986, con campañas inestables tras ubicarse desde un segundo lugar hasta un 12do.
Ya en la primera mitad de la década de 1980 comenzaron a efectuarse los polémicos traspasos de atletas entre los dos planteles de Ciudad de La Habana, Metropolitanos e Industriales, con el objetivo de priorizar un buen resultado de los segundos, dada la disminución de figuras importantes.
Tiempo atrás, sobre todo antes de 1982, los cambios entre los equipos capitalinos eran estratégicos y equitativos, pero después las autoridades del territorio tomaron la decisión de reforzar a uno de los dos para aspirar a un mejor resultado.
Para 1985-86 se pudo consolidar un buen equipo capaz de recuperar la supremacía nacional después de 13 años sin que Industriales se llevara el triunfo. Bajo la tutela nuevamente de Pedro Chávez, se logró una de las mejores nóminas azules de todos los tiempos. A jugadores de experiencia como Pedro Medina, Agustín Marquetti y Ángel Leocadio se unieron nuevas figuras como Lázaro Vargas, Javier Méndez y Juan Padilla, figuras que harían las delicias de la grada del Latino durante los siguientes años. Fue la famosa Serie decidida por un inolvidable jonrón de Agustín Marquetti frente a uno de los mejores pitchers del momento, Rogelio García, de Vegueros en el Latino, para dejar al campo a los pinareños en el torneo donde comenzaron a celebrarse oficialmente los Play off.
Luego de 1986 vendrían varias inclusiones en postemporada sin lograr el título, aunque en la campaña 1988-1989, estuvieron a un paso del triunfo en la ronda final.
En la XXXI Serie (1991-1992) alcanzaron su séptimo título bajo el mando de Jorge Trigoura, con un paso formidable de principio a fin, donde principalmente se destacó el pitcheo, encabezado por los estelares Orlando "el Duque" Hernández y Lázaro Valle, a quienes se unieron los relevistas Francisco Despaigne y Jorge Fumero. Además, el equipo contó con el concurso de los ya establecidos jugadores de campo Lázaro Vargas, Javier Méndez, Germán Mesa y Juan Padilla.
El octavo título de Industriales se produjo en la temporada 1995-1996 bajo el mando del ex receptor Pedro Medina. que con otra actuación bien destacada, pusieron en lo muy alto el color azul, aunque en 1993-1994 pelearon bien fuerte hasta el juego 7 de la final frente a Villa Clara, en la que cayeron en la misma novena entrada por sencillo al derecho de Michel Perdomo. Todos recordamos esos duelos que entre el duque y Arrojo llenaban de júbilo la afición cubana.
Constantes bajas mermaron las opciones del equipo durante las siguientes temporadas, pasando varios jugadors de calidad desde los Metros, en 1998-1999 llegaron hasta el último partido de la eliminatoria final, pero cayeron frente a Santiago de Cuba. Luego vendrían varias temporadas sin avanzar más allá del primer o segundo Play off.
En 2001 llegó la era de Rey Vicente Anglada como director, quien después de un discreto resultado en su debut, llevó al equipo a un gran triunfo en la temporada 2002-2003, donde impusieron un nuevo récord de victorias para una lid de 90 juegos con 66 triunfos y 23 derrotas (tuvieron un juego sellado con Isla de la Juventud). Industriales se coronaría en esa Serie derrotando en la gran Final a Villa Clara en 4 partidos consecutivos. Los veteranos Antonio Scull y Javier Méndez y el mejor novato de todos los tiempos, Kendry Morales (quien con siete marcas individuales se convirtió en la figura más seguida de la Serie), fueron los máximos inspiradores del triunfo azul. Precisamente Javier Méndez fue seleccionado el MVP (jugador más valioso) del torneo.
En 2003-2004 se crecieron pese a diversas dificultades y repitieron el triunfo de la justa anterior, derrotando nuevamente a Villa Clara en la final 4 victorias por 0. El último partido fue decidido por doblete de Enrique Díaz en el Estadio Latinoamericano, donde no se decidía el campeonato desde el año 1986.
En 2005-2006 obtuvieron la corona por undécima ocasión, luego de venir de abajo en todos los play off e imponerse finalmente a Santiago de Cuba 4-2. Alexander Malleta fue la gran figura de los azules en esa postemporada al impulsar 22 carreras (récord para el momento) en el play off final.
En la temporada 2008-2009 llegaría a la dirección del equipo Germán Mesa. Luego de una temporada muy irregular, donde tuvieron gran cantidad de jugadores lesionados, Industriales no pudo clasificar a la postemporada terminando en el 12do lugar de la Serie. Este resultado igualaba la peor actuación del equipo en Series Nacionales, la anterior había sido en la campaña 78-79.
Para la siguiente Serie (2009-2010) Industriales se tomaría la revancha, luego de una temporada regular algo inestable, lograría la clasificación a la postemporada en el último partido. Ya en los play-off, el equipo derrotaría a Sacti Spiritus y La Habana para llegar a una nueva final frente a Villa Clara. Esta vez la final sería sumamente cerrada, imponiéndose espectacularmente Industriales en el último partido jugado en el estadio Sandino de Santa Clara, gracias a un doble de Stayler Hernández con el juego empatado, para decretar el triunfo azul 4 juegos por 3. Alexander Malleta fue elegido nuevamente como MVP de esa postemporada.
La temporada 2010-2011 arrojó un mal resultado para los azules de la capital, con un balance de 44 victorias y 46 derrotas quedaron en la quinta posición de la zona occidental, sin posibilidades de acceder a la postemporada. El desempeño ofensivo del equipo fue de los mejores del campeonato pero tanto su pitcheo como la defensiva se comportaron mal.
El más antiguo de los equipos cubanos del momento, es el que más figuras relevantes ha acogido, figuras respetadas y representativas del béisbol cubano y mundial, como son Urbano González, Santiago "Changa" Mederos, Pedro Medina, Pedro Chávez, Agustín Marquetti, Armando Capiró, Germán Mesa, Juan Padilla, Lázaro Vargas y Javier Méndez, y el que posee el mayor número de seguidores y detractores. 
El pasado y el presente lo ubican en la cima, aunque en el caso de los resultados históricos, sin dudas ha sido el más laureado de todos los representativos cubanos. Hoy Industriales es uno de los grandes símbolos de la pelota cubana, capaz de atrapar fuera de la isla a miles de aficionados al béisbol, incluyendo personas nacidas fuera de Cuba y quizás sin hablar el idioma español. Industriales ha crecido en magia positiva para unos, negativa para otros, pero su altura actualmente alcanza niveles insuperables por ser más que un simple equipo de béisbol, por ser una parte indispensable e imprescindible dentro de la pelota cubana.

## Ubicación en Series Nacionales
| Serie | Año       | Lugar        | Balance                                       | En Play-Off                                   |
| ----- | --------- | ------------ | --------------------------------------------- | --------------------------------------------- |
| 1     | 1962      | No participó | No participó                                  | No participó                                  |
| 2     | 1962-1963 | Campeón      | 16-14                                         |                                               |
| 3     | 1963-1964 | Campeón      | 22-13                                         |                                               |
| 4     | 1964-1965 | Campeón      | 25-14                                         |                                               |
| 5     | 1965-1966 | Campeón      | 40-25                                         |                                               |
| 6     | 1966-1967 | 2            |                                               |                                               |
| 7     | 1967-1968 | 2            |                                               |                                               |
| 8     | 1968-1969 | 2            |                                               |                                               |
| 9     | 1969-1970 | 4            |                                               |                                               |
| 10    | 1970-1971 | 4            |                                               |                                               |
| 11    | 1971-1972 | 3            |                                               |                                               |
| 12    | 1972-1973 | Campeón      | 53-25                                         |                                               |
| 13    | 1973-1974 | 7            |                                               |                                               |
| 14    | 1974-1975 | No participó | No participó                                  | No participó                                  |
| 15    | 1975-1976 | No participó | No participó                                  | No participó                                  |
| 16    | 1976-1977 | No participó | No participó                                  | No participó                                  |
| 17    | 1977-1978 | 2            |                                               |                                               |
| 18    | 1978-1979 | 12           |                                               |                                               |
| 19    | 1979-1980 | 5            |                                               |                                               |
| 20    | 1980-1981 | 4            |                                               |                                               |
| 21    | 1981-1982 | 7            |                                               |                                               |
| 22    | 1982-1983 | 4            |                                               |                                               |
| 23    | 1983-1984 | 2            |                                               |                                               |
| 24    | 1984-1985 | 6            |                                               |                                               |
| 25    | 1985-1986 | Campeón      | 37-11                                         | 6-0                                           |
| 26    | 1986-1987 | 3            |                                               |                                               |
| 27    | 1987-1988 | 5            |                                               |                                               |
| 28    | 1988-1989 | 2            |                                               |                                               |
| 29    | 1989-1990 | 3            |                                               |                                               |
| 30    | 1990-1991 | 6            |                                               |                                               |
| 31    | 1991-1992 | Campeón      | 36-12                                         | 7-1                                           |
| 32    | 1992-1993 | 3            |                                               |                                               |
| 33    | 1993-1994 | 2            |                                               |                                               |
| 34    | 1994-1995 | 8            |                                               |                                               |
| 35    | 1995-1996 | Campeón      | 41-22                                         | 8-2                                           |
| 36    | 1996-1997 | 4            |                                               |                                               |
| 37    | 1997-1998 | 8            |                                               |                                               |
| 38    | 1998-1999 | 2            |                                               |                                               |
| 39    | 1999-2000 | 3            |                                               |                                               |
| 40    | 2000-2001 | 8            |                                               |                                               |
| 41    | 2001-2002 | 7            | 49-41 (2.º Grupo B)                           | 1-3 (1-3 vs. PRI)                             |
| 42    | 2002-2003 | Campeón      | 66-23 (1.ero Grupo B)                         | 11-2                                          |
| 43    | 2003-2004 | Campeón      | 52-38 (2.º Grupo B)                           | 11-4                                          |
| 44    | 2004-2005 | 5            | 59-30 (1.ero Grupo B)                         |                                               |
| 45    | 2005-2006 | Campeón      | 56-34 (2.º Grupo B)                           | 11-8 (3-2 vs. IJV, 4-3 vs. SSP y 4-3 vs. SCU) |
| 46    | 2006-2007 | 2            | 53-36 (1.ero Grupo B)                         | 9-5 (3-1 vs. SSP, 4-0 vs. HAB y 2-4 vs. SCU)  |
| 47    | 2007-2008 | 6            | 61-29 (1.ero Grupo B)                         | 0-3 (0-3 vs. SSP)                             |
| 48    | 2008-2009 | 12           | 37-53 (3.ero Grupo B)                         |                                               |
| 49    | 2009-2010 | Campeón      | 47-43 (4.º Zona Occidental)                   | 12-6 (4-1 vs. SSP, 4-2 vs. HAB y 4-3 vs. VCL) |
| 50    | 2010-2011 | 10           | 44-46 (5.º Zona Occidental)                   |                                               |
| 51    | 2011-2012 | 2            | 55-41 (2.º Zona Occidental)                   | 9-5(4-0 vs. CFG, 4-3 vs. MTZ, 1-4 vs. CAV)    |
| 52    | 2012-2013 | 6            | 45-42 (6.er Lugar) (27-18 1.raV, 18-24 2.daV) |                                               |
| 53    | 2013-2014 | 3            | 51-36 (3.er Lugar) (28-17 1.raV, 23-19 2.daV) | 3-4(3-4 vs. PRI))                             |
| 54    | 2014-2015 | 6            | 46-41 (6.er Lugar) (25-20 1.raV, 21-21 2.daV) |                                               |
| 55    | 2015-2016 | 4            | 52-35 (3.er Lugar) (30-15 1.raV, 22-20 2.daV) | 0-4(0-4 vs. CAV)                              |
| 56    | 2016-2017 | 10           | 21-23 (10.mo Lugar) (21-23 1.raV)             |                                               |
| 57    | 2017-2018 | 4            | 51-39 (3.er Lugar) (34-11 1.raV, 17-28 2.daV) | 3-4(3-4 vs. LTU)                              |

Total de Podios (27):
- Campeón 12 veces
- Subcampeón 10 veces
- Tercer lugar 6 veces

## MVPs
|                                                             | \| Jugadores Más Valiosos de Industriales en Series Nacionales \| \| \| Año \| Jugador \| \| 1965 \| Urbano González \| \| 1967 \| Pedro Chávez González \| \| 1971 \| Antonio Jiménez Vidal \| \| 1972 \| Agustín Marquetti Moinelo \| \| 1986 \| Lázaro Vargas Álvarez \| \| 1987 \| Javier Méndez González \| \| 1996 \| Jorge Fumero \| \| 2003 \| Javier Méndez González \| \| 2007 \| Alexander Mayeta Kerr \| |
| Jugadores Más Valiosos de Industriales en Series Nacionales | |
| Año                                                         | Jugador |
| 1965                                                        | Urbano González |
| 1967                                                        | Pedro Chávez González |
| 1971                                                        | Antonio Jiménez Vidal |
| 1972                                                        | Agustín Marquetti Moinelo |
| 1986                                                        | Lázaro Vargas Álvarez |
| 1987                                                        | Javier Méndez González |
| 1996                                                        | Jorge Fumero |
| 2003                                                        | Javier Méndez González |
| 2007                                                        | Alexander Mayeta Kerr |

## Rosters
Roster inicial de Industriales en la LVII Serie Nacional de Béisbol (2017-2018)
- Receptores:

Frank C. Morejón, Lázaro Ponce, Roberto Loredo, Randy Montenegro
- Jugadores de Cuadro:

Alexander Malleta, Yordanis Samón, Juan C. Torriente, Wilfredo Aroche, 
Yolbert Sánchez, Joel Mestre, Osmel Cordero, Jorge L. Barcelán, 
Andrés Hernández, Edwin Y. Caballero, Walter Pacheco
- Jardineros:

Víctor V. Mesa, Stayler Hernández, Yohandri Urgellés, Yoasán Guillén, 
Javier Camero, Jorge Tartabull, Asnier Fonseca
- Lanzadores:

Frank Montieth, Noelvis Entenza, Ian Rendón, Alexander Rodríguez, 
Dairon Durán, Adrián Sosa, José A. Pérez, Yoel D. Paula, 
Michel Reinoso, Julio R. Montesinos, David Mena, Pavel Hernández, 
Eddy A. García, Andy Valdés, Javier del Pino, Denis Castillo, 
Raymond Figueredo, Yasmany Robert, 
- Director:

 Víctor Mesa Martínez
- Auxiliares:

Pedro Medina (31) , Antonio González (baseball) (1)
- Entrenadores:

José Elósegui Sánchez (54), Héctor Camejo Rodríguez (44)

## Emigrantes
Industriales es además el equipo que más jugadores ha visto emigrar a las grandes ligas de béisbol en Estados Unidos, muchos de ellos han sido figuras destacadas en estas ligas, ganando títulos y convirtiéndose en importantes figuras dentro de sus respectivos elencos. Este grupo sin dudas está liderado por Orlando "El Duque" Hernández, que ganó hasta 4 anillos de Series Mundiales con los New York Yankees, también Liván Hernández conquistó un anillo con los Florida Marlins y Rey Ordóñez que sin ganar ningún anillo de serie, si destacó en el aspecto personal, ganando el premio como mejor torpedero defensivo en más de una ocasión. Otros que destacaron en grandes ligas han sido:
- Jesús Ametller
- Iván Álvarez
- Julio Rojo
- Luis Álvarez Estrada
- Juan Chávez Álvarez
- Leonardo Fariñas
- René Arocha
- Ebert Bastida
- Bárbaro Cañizarez
- Alexis Cabrejas
- Roberto Colina
- Yunel Escobar
- Osvaldo Fernández Guerra
- Bárbaro Garbey
- Mario González
- Yamel Guevara
- Adrián Hernández
- Francisley Bueno
- Michel Hernández
- Orlando Hernández
- Liván Hernández
- Manuel Hurtado
- Yoan Limonta-Zayas
- Donell Linares
- Agustín Marquetti Jr.
- Ángel Leocadio Díaz
- Kendry Morales
- Vladimir Núñez
- Rey Ordóñez
- William Ortega
- Hassan Peña
- Rolando Pastor
- Mayque Quintero
- Euclides Rojas
- Rolando Viera
- Omar Yapur
- Yadel Martí
- Yasser Gómez
- Julio César Estrada
- Yulieski Gurriel
- Yasmany Tomas
- Lourdes Gurriel Castillo

## Otros jugadores notables
- Antonio Baró Flores (pitcher)
- Juan Carlos Barrutia (pitcher)
- Rey Vicente Anglada (segunda base)
- Armando Capiró (jardinero derecho)
- José Modesto Darcourt (pitcher)
- Ángel Leocadio Díaz (pitcher)
- Antonio González (baseball) (shortstop)
- Ricardo Lazo (cácher)
- Raúl López (pitcher)
- Reinaldo Linares (outfield)
- Santiago "Changa Mederos" Mederos (pitcher)
- Pedro Medina (cácher)
- Germán Mesa (shortstop)
- Eulogio Osorio (outfield)
- Juan Padilla (segunda base)
- Rodolfo Puente (shortstop)
- Lázaro Vargas (tercera base)
- Urbano González (tercera base)
- Lázaro de la Torre (pitcher)
- Lázaro Valle (pitcher)
- Kendry Morales (pitcher-jardinero-jugador de cuadro)
- Yasser Gómez (jardinero derecho)
- Orlando "El Duque" Hernández (pitcher)
- Javier Méndez (jardinero izquierdo)
- Agustín Marqueti (primera base)
- Yoandry Urgelles (jardinero izquierdo)
- Carlos Tabares (jardinero central)
- Yadel Martí (pitcher)
- Rolando Verde (tercera base)